# البحيرة الطويلة (نيويورك)
البحيرة الطويلة، هي بحيرة تبلغ مساحتها حوالي 4,077 فدان 14 ميلا ما يقارب(23كم) تقع في مقاطعة هملتون في مدينة نيويورك في الولايات المتحدة الأمريكية. عرضها حوالي نصف ميل وتعتبر جزء من نهر الراكيت. الذي يتدفق بشكل مباشر باتجاه الوادي الشمالي الشرقي. ويضيق عند 4 اميال من مدينة نيويورك 30 (مايعادل 6.4 كم) من الطرف الجنوبي حيث تقع قرية البحيرة الطويلة. هناك اثنان من الشواطئ المعروفة ومرفأ للقوارب. أكثر من نصف الشاطئ هو جزء من محمية ولاية نيويورك. الطرف الشمالي من البحيرة غير متطور. البحيرة تعتبر أيضا جزء من غابة الزروق تريل من جهة الشمال حوالي 740 ميل، تبدأ من فورج القديمة، نيويورك وتنتهي في حصن كينت مي. ويطل مخيم البحيرة الطويله للفنون على الجانب الغربي من البحيرة.

## تاريخ
استقلت في عام 1830 وتم عزلها تماما إلا عن طريق المياة حتى خط سكة الحديد الممتد وسط نيويورك داعما لخط سبتاياس في المدينة الشمالية. كان يرتادها الرياضيون والسياح. واما سكانها الأوائل فهم من مرشدين الصيد وصانعي القوارب.
البحيرة الطويلة كانت جزء من طريق مائي وتربط بحيرات سلسلة فولتون وتقوم بتصريفها في نهر سانت لورانس؛ في منتصف القرن التاسع العشر ذلك الوقت كان هذا الطريق لسفر الزوارق الارشادية. قد تبدأ رحلة نموذجية في سارانس حيث يمكن شق الطريق إلى نهر راكيت عبر الحمل الهندي وستوني كريك. أستمر السفر عبر البحيرات إلى الأماكن التي يمكن الوصول إليها منها: لونغ، راكيت، متشعب، ازرق، توبر.
وقد اقام السناتور الأمريكي اورفل بلات مخيما على البحيرة الطويلة في القرن التاسع عشر.
في عام 1925م توفي إفرايم سكلايانسكي، الرئيس التنفيذي لشركة أمتورغ التجارية (وهو مكتب تمثيلي غير رسمي للاتحاد السوفييتي في الولايات المتحدة) واليد اليمنى ليون تروتسكي، في البحيرة الطويلة في حادث قارب مع زميله إيساي خورجين، المدير السابق لشركة أمتورغ. ويشتبه في أن الحادث كان جريمة قتل نظمتها وحدة معالجة الرسومات.
كان هناك إقتراحا لربط البحيرة الطويلة مع نهر هدسون عن طريق قناة، والتي بدأت بالتنفيذ ولكن تم التخلي عنها.